# Heinrich Noelle
Heinrich Noelle (* 22. September 1891 in Ottweiler; † 7. September 1964 in Wiesbaden) war ein deutscher Verwaltungsjurist, Landrat und Regierungspräsident.

## Leben
1922 arbeitete Noelle als Regierungsassessor beim Landrat in Bad Freienwalde (Oder). Noelle war Mitglied der Deutschen Demokratischen Partei (DDP). Später wechselte er in das preußische Innenministerium. Ab 1925 wirkte er bei der Regierung in Kassel. 1929 bis 1933 amtierte Noelle als Landrat im Kreis Melsungen.
Nach dem Zweiten Weltkrieg wurde er 1946 zum Vizeregierungspräsidenten vom Regierungsbezirk Wiesbaden ernannt und wirkte als Regierungspräsident im Selbigen von 1948 bis 1956. Er gehörte 1946 zu den Gründern der CDU in Wiesbaden.
Er gab die Zeitschriften Die neue Verwaltung und Zeitschrift für Staats- und Kommunalverwaltung heraus.